# Antoni Infante
Pour les articles homonymes, voir Infante (homonymie).
Antoni Infante (Guadix, 1958) est un homme politique valencien. Il est coordinateur de la Plate-forme pour le droit à décider du Pays Valencien, membre of Poble Lliure (Peuple Livre) et promoteur de la Conféderation d'Organisations pour la souveraineté des Pays Catalans.

## Biographie
Sa famille émigra de l'Andalousie jusqu'au Pays Valencien en raison des difficultés économiques quand il était garçon. Il devint communiste à la fin du franquisme. Il prit part en l'organisation de commissions ouvrières à Torrent et d'autres villages de l'Horta de Valence. Ultérieurement il fut Secrétaire Général de l'Horta de Commissions ouvrières. En 1987 il prit la décision de s'engager en la défense de l'indépendantisme catalan et la lutte pour les Pays Catalans. Pendant ce procès il devint membre du Moviment de Defensa de la Terra (Mouvement pour la défense de la Terre). En 1991 il fut un des fondateurs de l'Assemblea Unitària per l'Autodeterminació (Assemblée Unitaire pour l'Autodétermination), avec Lluís Maria Xirinacs, Carles Castellanos, Jaume Soler, Eva Serra i Puig et Blanca Serra i Puig entre autres.
En juillet 1992 il fut arrêté et torturé au cours de l'opération Garzón contre l'indépendantisme catalan.
Il collabore régulièrement avec des médias des Pays Catalans, comme La Veu del País Valencià, Levante-EMV, mon.cat, Llibertat.cat, Ràdio Klara, Lliure i Millor ou València Extra.